# Kvarntjärnarna (Norrbärke socken, Dalarna)
Kvarntjärnarna är en sjö i Smedjebackens kommun i Dalarna och ingår i Norrströms huvudavrinningsområde. Sjöns area är 0,01 kvadratkilometer och den är belägen 282 meter över havet.